# Mas Reig (Sant Bartomeu del Grau)
El Mas Reig és un edifici de Sant Bartomeu del Grau (Osona) inclòs a l'Inventari del Patrimoni Arquitectònic de Catalunya.

## Descripció
Es tracta d'un edifici de tres pisos, de planta rectangular i teulat a doble vessant. Els murs són de pedra i estan arrebossats. L'edifici actual és fruit de diverses construccions i reformes, la última de les quals és de 1947, quan es construeix la tribuna del primer pis. L'estructura interior de la casa és la típica en altres cases catalanes del segle xviii, amb grans sales que serveixen de distribuïdor.